# The National (golf)
Pour les articles homonymes, voir The National.
 (août 2025).
Si vous disposez d'ouvrages ou d'articles de référence ou si vous connaissez des sites web de qualité traitant du thème abordé ici, merci de compléter l'article en donnant les références utiles à sa vérifiabilité et en les liant à la section « Notes et références ».
The National est parcours de golf situé sur le site de l’ancien hippodrome de Sterrebeek. Depuis 2006, ce site accueille des activités de golf mais le championship course ouvrira ses portes en été 2017.